# Kilenced (vallás)
A katolicizmusban kilenced (latinosan novena) a neve az intenzív imádságban eltöltött, kilenc napig tartó, rendszerint valamilyen jelentős vallási ünnepben végződő kötetlen formájú időszaknak. A novena bibliai alapja az áldozócsütörtök és a pünkösd közti időszak, amikor a hagyomány szerint Szűz Mária és az apostolok Jeruzsálemben imádkozva és böjtölve várták a Szentlélek eljövetelét.